# Sweet Forgiveness
Sweet Forgiveness è il sesto album discografico in studio della cantante statunitense Bonnie Raitt, pubblicato nell'aprile del 1977.

## Tracce
Lato A
1. About to Make Me Leave Home – 4:11 (Earl Randall)
2. Runaway – 3:53 (Del Shannon, Max Crook)
3. Two Lives – 3:47 (Mark Jordan)
4. Louise – 2:43 (Paul Siebel)
5. Gamblin' Man – 3:25 (Eric Kaz)

Durata totale: 17:59
Lato B
1. Sweet Forgiveness – 4:07 (Daniel Moore)
2. My Opening Farewell – 5:17 (Jackson Browne)
3. Three Time Loser – 3:15 (Don Covay, Ronald Miller)
4. Takin' My Time – 3:34 (Bill Payne)
5. Home – 3:25 (Karla Bonoff)

Durata totale: 19:38

## Formazione
- Bonnie Raitt - voce, chitarra slide
- Bonnie Raitt - chitarra acustica (brani: Louise e Home)
- Bonnie Raitt - chitarra elettrica (brano: My Opening Farewell)
- Will McFarlane - chitarra elettrica
- Will McFarlane - chitarra slide (brano: Takin' My Time)
- Jerry Labes - tastiere
- Freebo - basso fretless
- Freebo - chitarra (brano: Louise)
- Dennis Whitted - batteria

Musicisti aggiunti
- Fred Tackett - chitarra acustica
- Bill Payne - sintetizzatore, organo
- Bill Payne - fender rhodes (brano: Two Lives)
- Bill Payne - pianoforte (brano: Home)
- David Grisman - mandoloncello
- Sam Clayton - congas (brano: Sweet Forgiveness)
- John David Souther - accompagnamento vocale (brano: Home)
- Michael McDonald - accompagnamento vocale (brani: Runaway, Gamblin' Man, Two Lives e Sweet Forgiveness)
- Rosemary Butler - accompagnamento vocale (brani: Runaway, Gamblin' Man, Two Lives e Sweet Forgiveness)
- Lester Chambers - accompagnamento vocale (brano: About to Make Me Leave Home)
- Maxayn Lewis - accompagnamento vocale (brano: About to Make Me Leave Home)
- Carlena Williams - accompagnamento vocale (brano: About to Make Me Leave Home)